# Vágvölgyiné Bene Orsolya
Vágvölgyiné Bene Orsolya (Pásztó, 1973. október 17. –) magyar történész, muzeológus.
Kutatási területe az 1848–49-es forradalom és szabadságharc; különös tekintettel a Békepárt debreceni tevékenységére.

## Életpályája
1988–1992 között Pásztón, a Mikszáth Kálmán Gimnáziumban tanult és itt is érettségizett.
1992–1993 között a Miskolci Bölcsész Egyesület hallgatója volt. 1993–1998 között Budapesten, a Károli Gáspár Református Egyetem Bölcsészettudományi Kar magyar-történelem szakán szerzett diplomát. 1998-tól a salgótarjáni Nógrádi Történeti Múzeum történész-muzeológusa, 2004-től főmuzeológusa. 1998–2001 között az Eötvös Loránd Tudományegyetem Bölcsészettudományi Kar Doktori Iskolájában tanult.
2005-től a MAMUTT tagja. 2006-ban az Eötvös Loránd Tudományegyetem Bölcsészettudományi Karon PhD. fokozatot szerzett.

## Családja
Szülei Bene János hivatásos katona és Csoór Mária. Férje, Vágvölgyi Péter középiskolai tanár. Két gyermekük született: Zsófia (2001–) és Ádám (2006–).

## Cikkei
- Nógrád Megyei Múzeumok Évkönyve (1999-2001; 2005)
- Politika, politikai eszmék, művelődés a XIX. századi Magyarországon (Budapest, 2000)
- Kút (2002)